# Знак «Командир подводной лодки»
Знак «Командир подводной лодки» — нагрудный знак, которым награждались командиры подводных лодок Российской империи, СССР и награждаются командиры ПЛ Российских ВМФ, при вступлении в постоянное командование своим кораблём на основании приказов командующих флотами и флотилиями.

## История
В Российской империи нагрудный знак «Офицер подводного плавания» вручался всем выпускникам офицерских курсов подводного плавания, его эскиз утвердил лично император Николай II Приказом № 19 по Морскому ведомству от 26 января 1909 года.
В СССР знак вручался один раз в торжественной обстановке при первом вступлении в командование. Знак учреждён приказом НК ВМФ СССР № 170 от 12 июня 1942 года.
Знак представляет изображение подводной лодки — ДПЛ типа «Щ», в центре которой помещена красная звезда с золотым серпом и молотом посредине. Длина знака — 70 мм, наибольшая высота — 17 мм. Знак латунный, золочёный.
Приказом Народного Комиссара ВМФ Союза ССР № 383 от 16 августа 1943 года знак был видоизменён. Уточнены очертания изображения подводной лодки, в центре которой помещена красная эмалевая звезда, но уже без серпа и молота. Длина — 68 мм, наибольшая высота (с перископами) — 23 мм. Знак металлический, оксидированный, способ крепления изменён с булавочного на штифт и гайку.
Приказом Министра обороны СССР № 233Ю от 15 августа 1987 года знак «Командир подводной лодки» был преобразован в один из вариантов знака «Командир корабля» (вариант для командиров подводных лодок). Другой вариант вновь утверждённого знака представлял собой изображение надводного военного корабля — крейсера проекта 68-бис, с красной эмалевой звездой в центре (вариант для командиров надводных кораблей).
В 1996 году для командиров кораблей Военно-Морского Флота Российской Федерации был утверждён новый знак «Командир корабля», в тех же двух вариантах — аналогичных соответствующим вариантам советского знака, с той лишь разницей, что с изображений надводного корабля и подводной лодки были убраны красные эмалевые звёзды.